# Trilaterazione

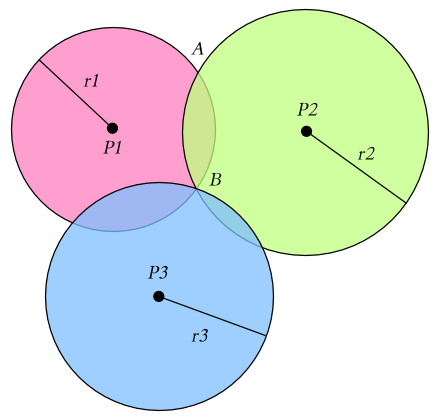
Trilaterazione tra i punti P1, P2 e P3 per determinare la posizione del punto B

La trilaterazione è una tecnica che permette di calcolare distanze fra punti sfruttando le proprietà dei triangoli.
La trilaterazione è una tecnica basata sulla determinazione di tre valori fondamentali sulla base del quale si può costruire un solo triangolo: da un segmento base si individua la posizione del vertice del triangolo che restituito in scala è in grado di rappresentare un rilievo in scala ridotta conservando la posizione dei punti rilevati in relazione geometrica reciproca e certa.
La trilaterazione, come la triangolazione topografica consiste nel collegare idealmente una serie di punti nel terreno formando una rete di triangoli adiacenti, per determinare le coordinate planimetriche e, mentre la prima si avvale della misura dei lati la seconda si avvale della misura degli angoli.